# Maxim Alexandrowitsch Lasarew

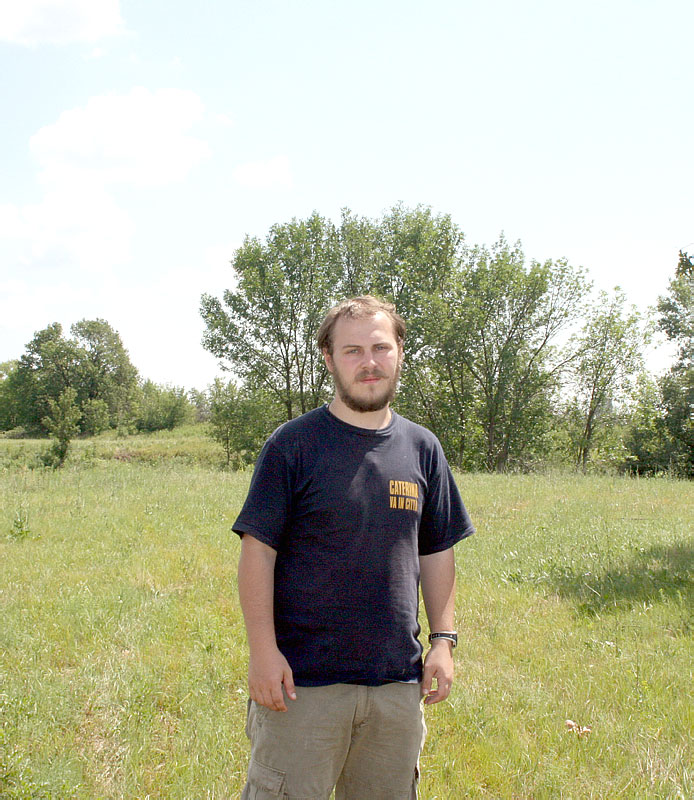
Maxim Lasarew (2007)

Maxim Alexandrowitsch Lasarew (russisch Максим Александрович Лазарев, englisch Maxim Alexandrovich Lazarev, geb. 28. Juni 1985 in Wolgograd, Russland) ist ein russischer Entomologe.
Im Jahr 2013 promovierte er am Institut für Kunstpädagogik und Kulturwissenschaften der Russischen Akademie für Pädagogik. Seit 2021 lehrt er als Professor an der Russischen Akademie der Naturwissenschaften. Er ist Chefredakteur der wissenschaftlichen Zeitschrift Humanity space. International almanac. Er ist Experte für Bockkäfer.

## Publikationen (Auswahl)
Lasarew hat zahlreiche Artikel und Beiträge in Fachzeitschriften und Sammelwerken veröffentlicht, u. a. in: Actual problems of the priority directions of development of natural sciences, Entomological Review, Humanity space. International almanac, International Academy of Education, Munis Entomology & Zoology, Special Bulletin of the Japanese Society of Coleopterology, Studies and Reports. Taxonomical Series, Zootaxa.
- Lazarev M.A., Kurbatova N.V., Temirov T.V. 2018. Continuing artistic education in Russia at the present stage: problems and prospects. In 2 v. Volume 2. M.: IAE. ISBN 978-5-6040553-5-9 doi:10.5281/zenodo.6504525
- Lazarev M.A., Podvoysky V.P., Laskin A.A. 2018. Professional deformation of chief: monograph / Edited by V.P. Podvoysky. Novyy Byt: SBPEI MR «Chekhov technical college». ISBN 978-5-6040553-4-2 doi:10.5281/zenodo.6504652
- Lazarev М.А. 2016. The art culture’s formation in modern teacher’s professional development. Monograph. Moscow: IAE; Daugavpils: DU. ISBN 978-5-9907401-3-6 doi:10.5281/zenodo.6520227
- Lazarev M.A., Podvoysky V.P., Stukalova O.V. 2016. Pedagogical maintenance of the liberal arts colleges students' social indifference overcoming: Socio-Cultural Approach: monograph / Edited by V.P. Podvoysky. Moscow: IAE; Daugavpils: DU, 2016. ISBN 978-5-9907401-3-6 doi:10.5281/zenodo.6520185
- Podvoysky V.P., Lazarev М.А., Klimkovich E.V. 2013. Destructive image. Monograph.  Saarbrücken: LAP Lambert. ISBN 978-3-659-46019-7 doi:10.5281/zenodo.6807366
- Podvoysky V.P., Lazarev М.А., Utenkov А.V. 2013. Educational and professional students` infantilism: theory and practice. Monograph. Saarbrücken: LAP Lambert. ISBN 978-3-659-36086-2 doi:10.5281/zenodo.6810621

## Von Lasarew benannte Taxa (Auswahl)

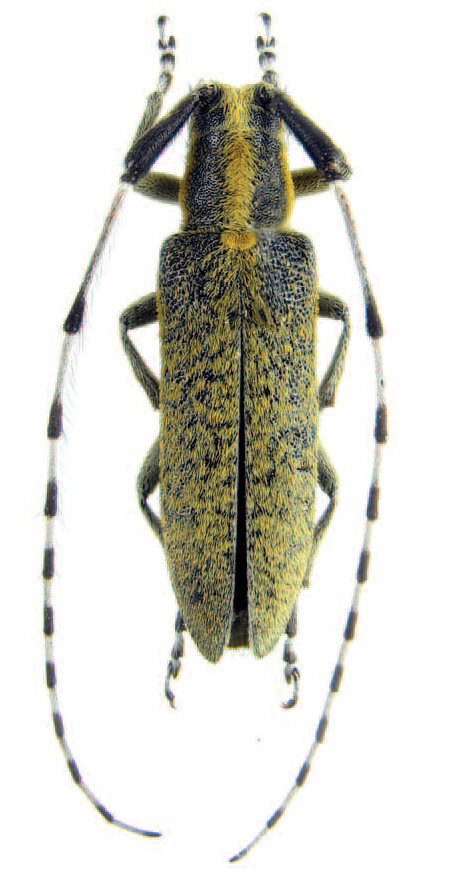
Agapanthia danilevskyi Lazarev

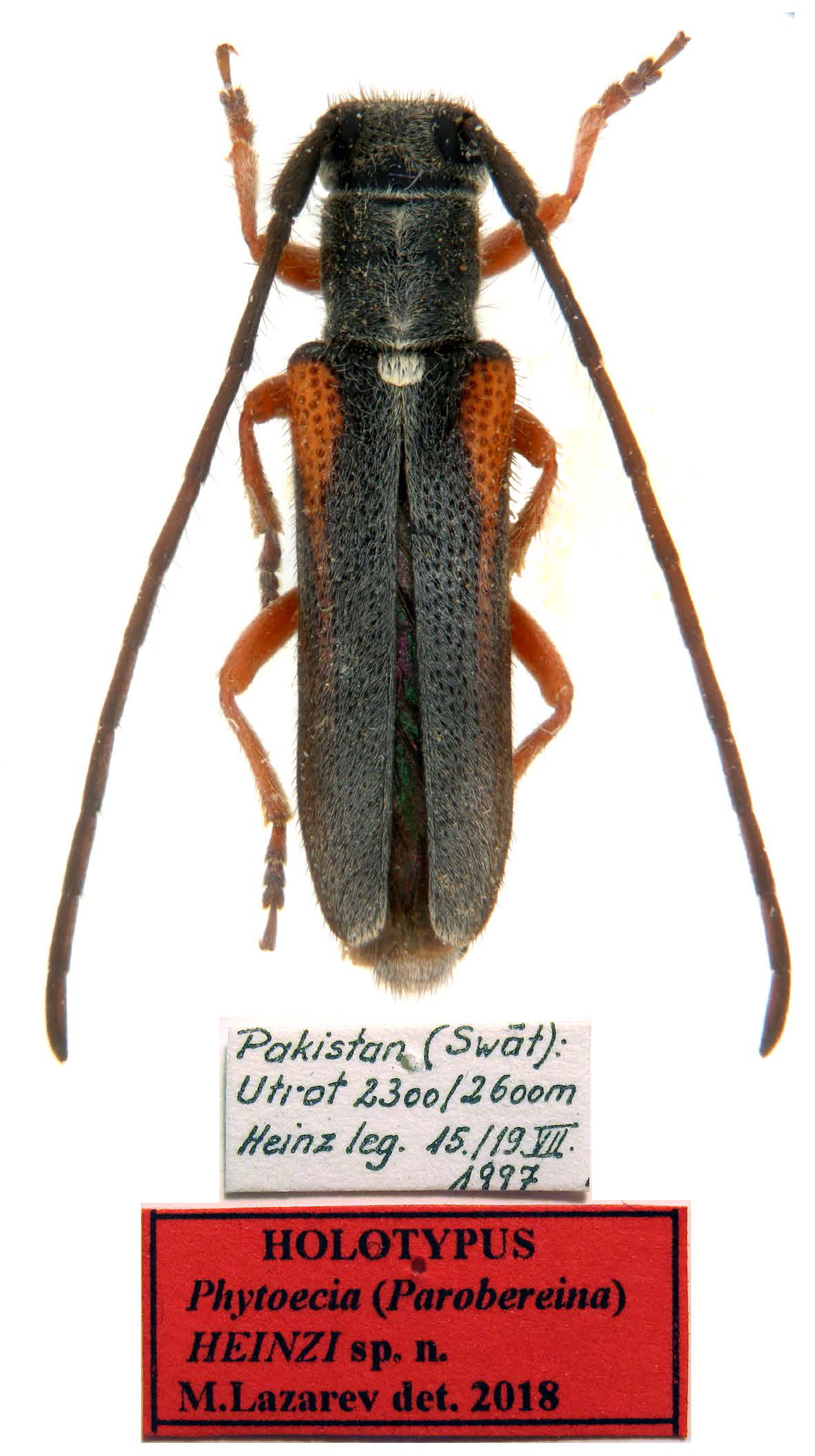
Phytoecia (Parobereina) heinzi Lazarev

- Agapanthia boeberi slamai  Lazarev, 2023, ein Bockkäfer (Cerambycidae), Griechenland,  Peloponnes
- Purpuricenus kaehleri miroshnikovi  Lazarev, 2023, ein Bockkäfer (Cerambycidae), Russland, Region Krasnodar Region
- Jordanoleiopus annae  Lazarev & Skrylnyk, 2023, ein Bockkäfer (Cerambycidae), Oman.
- Neoplagionotus bednariki Lazarev, 2022, ein Bockkäfer (Cerambycidae), Turkey.
- Microlenecamptus parabilobus Lazarev, 2021, ein Bockkäfer (Cerambycidae), NW Laos.
- Purpuricenus skypetarum zinaidae Lazarev, 2020, ein Bockkäfer (Cerambycidae), Türkei
- Erythrotes murzini Lazarev, 2020, ein Bockkäfer (Cerambycidae), China, Provinz Sichuan
- Erythrotes Lazarev, 2020, ein Bockkäfer (Cerambycidae), type species: Erythrotes murzini Lazarev, 2020
- Phytoecia heinzi Lazarev, 2019, ein Bockkäfer (Cerambycidae), Pakistan, Provinz Khyber Pakhtunkhwa
- Phytoecia pashtunica Lazarev, 2019, ein Bockkäfer (Cerambycidae), Afghanistan, Provinz Bamiance.
- Dorcadion rarepunctatum Lazarev, 2016, ein Bockkäfer (Cerambycidae), Türkei, Provinz Kayseri
- Dorcadion kartalense Lazarev, 2016, ein Bockkäfer (Cerambycidae), Türkei, Provinz Eskisehir
- Agapanthia danilevskyi Lazarev, 2013, ein Bockkäfer (Cerambycidae), Süd-Kasachstan
- Dorcadion megriense Lazarev, 2009, ein Bockkäfer (Cerambycidae), Armenien Megri ridge
- Dorcadion sisianense Lazarev, 2009, ein Bockkäfer (Cerambycidae), Armenien, Sisian Pass.
- Dorcadion shushense Lazarev, 2009, ein Bockkäfer (Cerambycidae), Umgebung von  Shushi in Nagorno-Karabach

## Dedikationsnamen
Nach Lasarew sind folgende Taxa benannt:
- Brachyta punctata lazarevi Danilevsky, 2014, ein Bockkäfer (Cerambycidae), Nordkorea, Gô-Sui [etwa 41°14′N 128°52′E]
- Callimetopus lazarevi  Barševskis, 2015, ein Bockkäfer (Cerambycidae), Philippinen, Mindanao, Mt. Apo.
- Xylotrechus arvicola lazarevi  Danilevsky, 2016, ein. [Bockkäfer (Cerambycidae), Russland, Region Krasnodar, Ubinskoje (um 150 m, 44°44′N 38°32′E)